# Baleia Rossi
Luiz Felipe Baleia Tenuto Rossi, mais conhecido como Baleia Rossi (São Paulo, 9 de junho de 1972), é um político e empresário brasileiro, filiado ao Movimento Democrático Brasileiro (MDB). Exerce seu terceiro mandato como deputado federal por São Paulo. É também o atual presidente nacional do MDB, com mandato válido até maio de 2027.
Paulistano de nascimento, vive em Ribeirão Preto, onde conquistou seu primeiro cargo eletivo, como vereador em 1992, e onde sua família se estabeleceu nos anos 1970. A família de Baleia Rossi é originalmente da cidade de São Paulo.  
O avô paterno de Baleia Rossi, João Rossi, era educador. Foi diretor do Colégio Pais Leme, que ficava localizado no cruzamento da Avenida Paulista com a Rua Augusta, onde atualmente funciona a sede do Banco Safra. O pai de Baleia Rossi, Wagner Rossi, estudou direito na Faculdade do Largo São Francisco nos anos 1960.  
Depois, Wagner mudou-se para Ribeirão Preto, onde estudou administração de empresas na Unaerp. Cursou mestrado na Unicamp. No fim dos anos 1970, a família morou nos EUA, onde Wagner estudou e concluiu doutorado em Ohio, nos EUA.
Ao voltar para o Brasil com a família, o pai de Baleia ingressou no MDB. Ele foi deputado estadual, deputado federal e ministro da Agricultura, Pecuária e Abastecimento. Em Ribeirão Preto, Baleia Rossi começou sua vida profissional, como empresário e ingressou na vida pública. Ele é formado em direito. 

## Atuação Política
Um ano e meio depois de sua posse como deputado federal em 2015, foi escolhido como líder do MDB na Câmara, cargo que ocupou em eleições consecutivas até dezembro de 2020, quando - com o apoio de 11 partidos - decidiu ser candidato a presidente da Câmara dos Deputados contra o deputado Arthur Lira, que foi apoiado pelo então presidente da República, Jair Bolsonaro. No período em que foi líder de bancada Baleia Rossi sempre foi escolhido por aclamação por seu pares.
Na liderança do MDB, Baleia Rossi comandou a articulação política para a votação a favor da PEC do Teto dos Gastos Públicos. , defendida pelo governo Michel Temer como alternativa para o enfrentamento da crise econômica que se consolidou entre 2015 e 2016.  Ele também liderou a bancada durante a apreciação da Reforma Trabalhista. de 2017, que, segundo seus defensores, visou modernizar as relações trabalhistas apesar das críticas de setores sindicais.
No início do seu segundo mandato como deputado federal, em abril de 2019, Baleia Rossi apresentou a Proposta de Emenda Constitucional (PEC) de número 45, que ficou conhecida como Reforma Tributária dos impostos sobre consumo. Fruto de estudos do economista Bernard Appy, a PEC só foi aprovada no governo do presidente Luiz Inácio Lula da Silva após ter sido engavetada pela administração de Jair Bolsonaro e por seu ministro Paulo Guedes.
Aos 20 anos, em 1992, Baleia Rossi elegeu-se vereador de Ribeirão Preto, sendo reeleito mais duas vezes, em 1996 e 2000. Durante esse período, foi, por um ano, Secretário Municipal de Esportes.
Em 2002, deixou a Câmara de Vereadores de Ribeirão para assumir o mandato de deputado estadual, posto para qual foi eleito nas eleições daquele ano com 77 641 votos.
Em 2004, sai candidato a Prefeitura de Ribeirão Preto. Foi para o segundo turno, quando perdeu a eleição para o ex-deputado Welson Gasparini, do PSDB.
Em 2006, foi eleito líder da bancada do PMDB na Assembleia Legislativa de São Paulo e reeleito deputado estadual.
Em 2010, foi eleito para seu terceiro mandato como deputado estadual. Já em 2011, foi presidente do diretório estadual do PMDB em São Paulo. Em Brasília, exerce seu segundo mandato consecutivo como deputado federal.
Foi eleito deputado federal em 2014, para a 55.ª legislatura (2015-2019). Votou a favor do Processo de impeachment de Dilma Rousseff. Já durante o Governo Michel Temer, votou a favor da PEC do Teto dos Gastos Públicos. Por aclamação, foi escolhido líder da bancada do PMDB em maio de 2016. Em abril de 2017 foi favorável à Reforma Trabalhista.

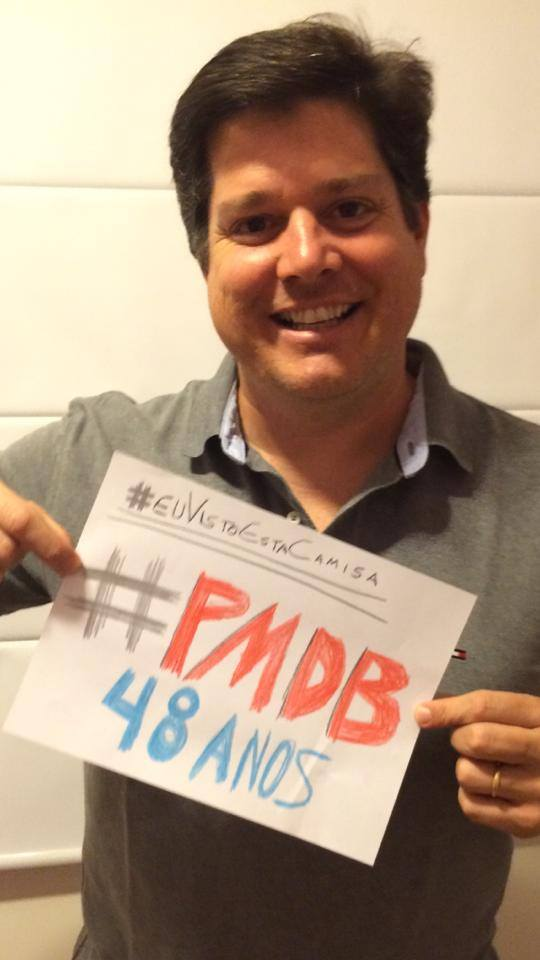
Aniversário do PMDB em 2014.

Em agosto votou contra a abertura de processo em que se pedia abertura de investigação do então presidente Michel Temer, ajudando a arquivar a denúncia do Ministério Público Federal (MPF). Na sessão do dia 25 de outubro de 2017, o deputado, mais uma vez, votou contra o prosseguimento da investigação do então presidente Michel Temer, acusado pelos crimes de obstrução de Justiça e organização criminosa.
O resultado da votação livrou Michel Temer de uma investigação por parte do Supremo Tribunal Federal (STF).
Em 2018, foi reeleito para seu segundo mandato como deputado federal, com mais de 214 mil votos.
Em 2019 foi eleito presidente nacional do MDB.
No final de 2020 foi escolhido para a sucessão de Rodrigo Maia na presidência da Câmara dos Deputados. Nas eleições gerais de 2022 foi reeleito para um terceiro mandato como deputado federal por São Paulo, com 236.463 votos.

### Candidatura à presidência da Câmara dos Deputados
Em 23 de dezembro de 2020, o presidente da Câmara Rodrigo Maia e líderes de partidos que compuseram um bloco formado para disputar a presidência da casa, anunciaram a candidatura do deputado Baleia Rossi para o comando da Câmara. A princípio, Rossi conta com o apoio de onze partidos para a votação em 1.º de fevereiro: PSL, MDB, PSDB, DEM, Cidadania, PV, Rede, PT, PCdoB, PSB e PDT. O objetivo do grupo era fazer frente e derrotar o candidato apoiado pelo governo Jair Bolsonaro, o deputado Arthur Lira.
Rossi foi derrotado por Arthur Lira, do PP, candidato de Jair Bolsonaro, que teve vantagem de 302 votos contra 145 de Rossi.

## Controvérsias

### Fraude na merenda escolar de São Paulo
Em fevereiro de 2016 foi citado pelo lobista Marcel Júlio, que extorquia fornecedores de merendas para escolas públicas de São Paulo. Além de Baleia, também foram apontados como participantes no esquema o deputado federal Nelson Marquezelli (PTB), além dos deputados estaduais Fernando Capez (PSDB) e Luiz Carlos Godim (SD).
No início de Dezembro de 2016, o presidente do Coaf, Cassio Chebadi, revelou o envolvimento de deputados de vários partidos, mas negou a participação de Baleia Rossi. Em 2018, o inquérito contra Baleia Rossi foi arquivado a pedido do Supremo Tribunal Federal.

### Esquema de Corrupção da Prefeitura de Ribeirão Preto
No dia 9 de Janeiro de 2021, em uma reportagem divulgada pelo jornal Folha de S.Paulo, o Deputado Baleia Rossi, estaria envolvido em um esquema de corrupção que teria desviado mais de 200 milhões de reais.
De acordo com o Jornal Folha de S.Paulo, nos dados de uma planilha obtida com a quadrilha que seria oresponsável pelos desvios no município, constava o nome de Baleia Rossi relacionando-se a valores que totalizam R$ 760 mil, sendo deles R$ 660 mil em parcelas mensais de R$ 20 mil, por um período de 33 meses e também teria sido depositado ao político paulista R$ 100 mil nas eleições de 2014.

## Desempenho eleitoral
| Ano  | Eleição                     | Partido | Cargo             | Votos   | %                 | Resultado  | Ref    |
| ---- | --------------------------- | ------- | ----------------- | ------- | ----------------- | ---------- | ------ |
| 1992 | Municipal de Ribeirão Preto | MDB     | Vereador          | 4.110   | 1,76%             | Eleito     |        |
| 1996 | Municipal de Ribeirão Preto | MDB     | Vereador          | 4.005   | 1,61%             | Eleito     | [ 22 ] |
| 2000 | Municipal de Ribeirão Preto | MDB     | Vereador          | 11.196  | 4,29%             | Eleito     | [ 23 ] |
| 2004 | Municipal de Ribeirão Preto | MDB     | Prefeito          | 66.622  | 27,50% (1º Turno) | Não eleito | [ 24 ] |
| 2004 | Municipal de Ribeirão Preto | MDB     | Prefeito          | 102.918 | 39,44% (2º Turno) |            | [ 24 ] |
| 2006 | Estaduais em São Paulo      | MDB     | Deputado Estadual | 64.000  | 0,31%             | Eleito     | [ 25 ] |
| 2010 | Estaduais em São Paulo      | MDB     | Deputado Estadual | 176.785 | 1,01%             | Eleito     | [ 26 ] |
| 2014 | Estaduais em São Paulo      | MDB     | Deputado Federal  | 208.352 | 0,99%             | Eleito     | [ 27 ] |
| 2018 | Estaduais em São Paulo      | MDB     | Deputado Federal  | 214.042 | 1,01%             | Eleito     | [ 28 ] |
| 2022 | Estaduais em São Paulo      | MDB     | Deputado Federal  | 236.463 | 1,00%             | Eleito     | [ 29 ] |